# Roman Bezjak
Roman Bezjak (Slovenj Gradec, 1989. február 21. –) szlovén válogatott labdarúgó, a ciprusi APÓEL játékosa.

## Pályafutása

### Klubcsapatokban
Bezjak a Celje akadémiáján nevelkedett és a csapat színeiben is mutatkozott be a szlovén bajnokságban. 2012-ben a bolgár Ludogorec Razgrad szerződtette, mellyel megjárta a Bajnokok Ligája és az Európa-liga csoportkörét is. Ezután a HNK Rijeka csapatában futballozott, majd 2016 nyarán klubrekordot jelentő kétmillió euróért szerződtette őt az akkor német élvonalbeli Darmstadt együttese.

### Válogatottban
2013. augusztus 14.-én debütált a szlovén válogatottban egy Finnország elleni barátságos mérkőzésen.

## Góljai a szlovén válogatottban
| #        | Dátum             | Ellenfél  | Eredmény | Kiírás              | Esemény     |
| -------- | ----------------- | --------- | -------- | ------------------- | ----------- |
| 1.       | 2016. március 23. | Macedónia | 1 – 0    | barátságos mérkőzés | 58' 69'     |
| 2. és 3. | 2017. október 8.  | Skócia    | 2 – 2    | Vb-selejtező        | 46' 52' 72' |

## Sikerei, díjai
- Ludogorec Razgrad:
  - Bolgár labdarúgó-bajnokság: 2012–13, 2013–14, 2014–15
  - Bolgár kupa: 2013-14
  - Bolgár szuperkupa: 2014
- HNK Rijeka:
  - Horvát labdarúgó-bajnokság: 2016–17
  - horvát kupa: 2016–17